# Julia Zwehl
Julia Zwehl, född den 20 mars 1976 i Hannover, Tyskland, är en tysk landhockeyspelare.
Hon tog OS-guld i damernas landhockeyturnering i samband med de olympiska landhockeytävlingarna 2004 i Aten.